# Ondřej Kotlík
Ondřej Kotlík, latinsky Andreas Kothlik (doložen od 1350, † 1380 Praha) byl pražský římskokatolický kněz, oltářník a kanovník pražské kapituly, čtvrtý ředitel stavby pražské katedrály.

## Život
O jeho původu není nic známo, pravděpodobně pocházel z měšťanské rodiny Kotlíků. O jeho počátcích kariéry také není nic známo. Poprvé je bezpečně doložen v roce 1374, když zastával místo oltářníka oltáře sv. Dionýsia v chóru nové katedrály a zakoupil si polovinu kanovnického domu čp. 59/IV. na Hradčanském náměstí  Oltář byl zřízen v Císařské kapli Nejsvětější Trojice. Kotlík byl pravděpodobně totožný s ministrem Andreasem, který si zakoupil 7 kop grošů věčného platu ve vesnici příslušné k témuž oltáři. V letech 1378-1380 zastával úřad sídelního kanovníka pražské kapituly, roku 1379 je Kotlík doložen také jako viceděkan téže kapituly. V letech 1377-1380 působil jako čtvrtý ředitel stavby svatovítské katedrály, za architekta Petra Parléře.

## Portrétní busta
V triforiu katedrály se dochovala umělecky pozoruhodná portrétní busta Ondřeje Kotlíka. Na rozdíl od svých předchůdců, kanovníků Buška Linhartova a Beneše Krabice z Veitmile, nemá čepici, je prostovlasý. Poprsí z dílny Petra Parléře je opatřeno doprovodným latinským nápisem, tesaným gotickou frakturou. Jméno a tituly po doplnění zkratek zní: Andreas dictus Kotlik canonicus, altarista sancti Dionysii in ecclesia pragensi, director fabricae III, obiit anno domini mcclxxx. (česky: Ondřej řečený Kotlík, kanovník, oltářník svatého Dionýsia v kostele pražském, čtvrtý ředitel díla, zemřel léta Páně 1380.)
Busta je vytesána na severní straně chóru na 2. pilíři od východu, na opačné straně pilíře než busta třetího ředitele stavby Beneše Krabice z Veitmile.